# Simetrie ciclică în spațiul tridimensional
| · Simetrie involutivă · Cs, (*) · [ ] =       | · Simetrie ciclică · Cnv, (*nn) · [n] =      | · Simetrie diedrală · Dnh, (*n22) · [n,2] =   |
| Grup poliedric, [n,3], (*n32)                 |                                              |                                               |
| · Simetrie tetraedrică · Td, (*332) · [3,3] = | · Simetrie octaedrică · Oh, (*432) · [4,3] = | · Simetrie icosaedrică · Ih, (*532) · [5,3] = |

În geometria tridimensională, există patru serii infinite de grupuri punctuale în spațiul tridimensional⁠(d) (n≥1) cu simetrie de rotație sau de reflexie de n ori în jurul unei axe (cu un unghi de 360°/n) care nu schimbă obiectul.
Ele sunt grupurile de simetrie finite pe un con. Pentru n = ∞ ele corespund la patru grupuri ale frizelor. Se folosește notația Schönflies. Termenii orizontal (h) și vertical (v) descriu existența și direcția reflexiilor față de o axă verticală de simetrie. De asemenea, sunt indicate notația Coxeter între paranteze drepte și notația orbifold între paranteze rotunde.

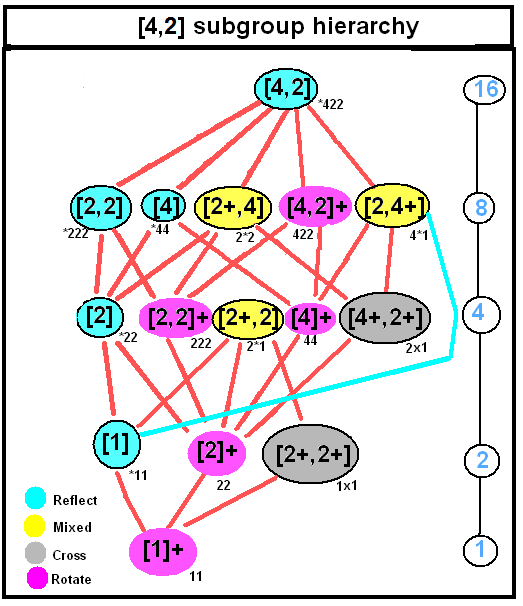
Exemplu de arbore de subgrup de simetrie pentru simetrie diedrală: D_{4h}, [4,2], (*224)

## Tipuri
Chirală
- Cn, [n]+, ('n'n) de ordinul n – simetrie de rotație de n ori sau grup acro-n-gonal (grup abstract: 'Zn⁠(d)); pentru n=1: nesimetric (grup trivial)

Achirală

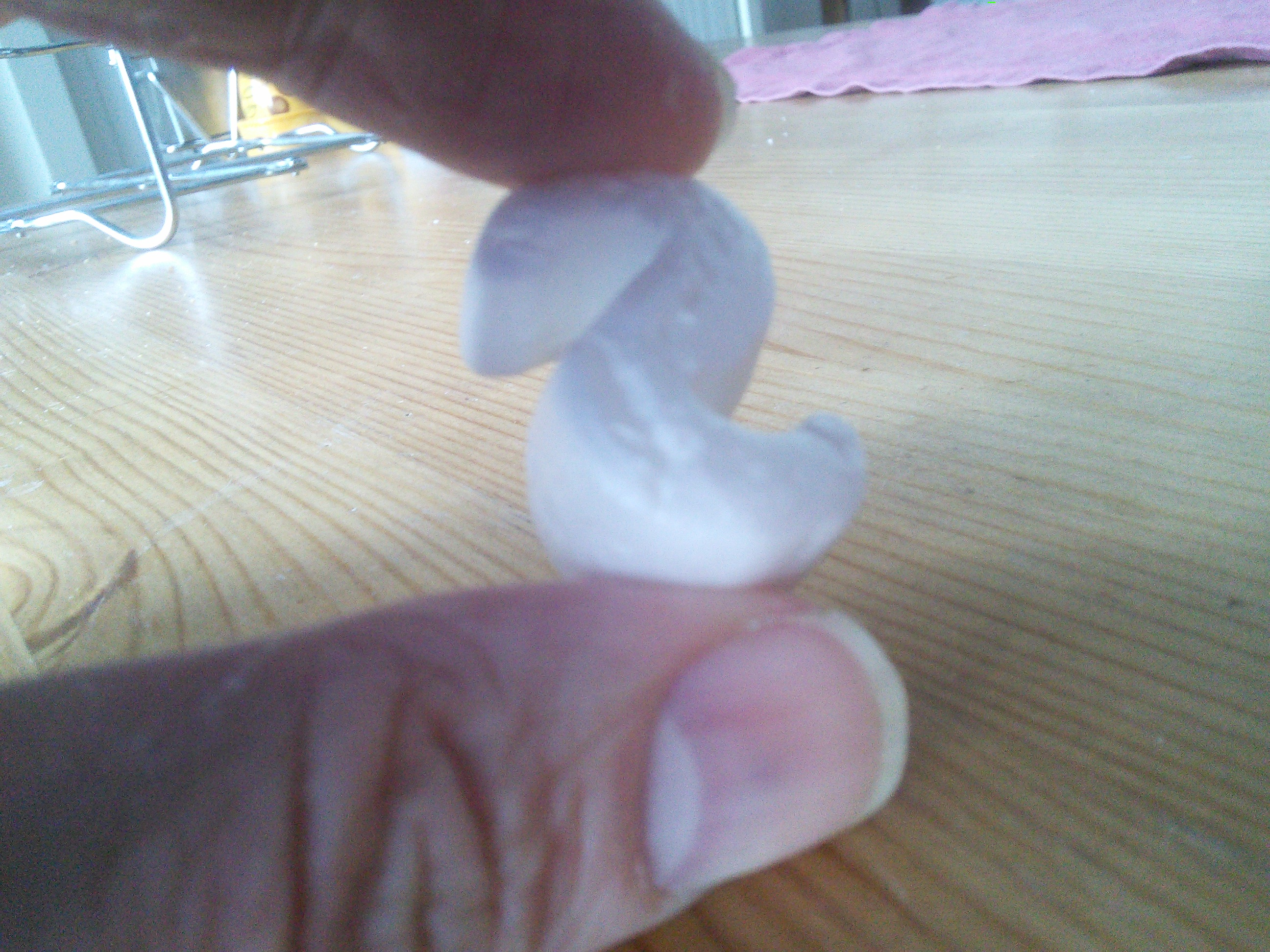
Piesă de ambalaj cu simetrie C_{2h}

- Cnh, [n+,2], (n*) de ordinul 2n - simetrie prismatică sau grup orto-n-gonal (grup abstract 'Zn⁠(d)) × Dih1); pentru n=1 aceasta este notată Cs (1*)' și numită simetrie de reflexie (în biologie, simetrie bilaterală). Are simetrie de reflexie de n ori față de un plan perpendicular pe axa de rotație.
- Cnv, [n], (*nn) de ordinul 2n - simetrie piramidală sau grup complet acro-n-gonal (grup abstract: Dihn); în biologie C2v este numit simetrie biradială. Pentru n=1 avem din nou Cs (1*). Are plane verticale de simetrie. Acesta este grupul de simetrie pentru o piramidă regulată cu n laturi.

- S2n, [2+,2n+], (n×) de ordinul 2n - grup giro-n-gonal (a nu se confunda cu grupurile simetrice⁠(d), pentru care se folosește aceeași notație; grup abstract: Z2n). Are o axă de rotație improprie de 2n ori, adică grupul de simetrie conține o combinație a unei reflexii în plan orizontal și o rotație cu un unghi de 180°/n. Astfel, Dnd, conține un număr de rotații improprii fără a conține și rotațiile corespunzătoare.
  - pentru n=1 avem S2 (1×), notat și cu Ci ; aceasta este simetria față de centru.

C2h, [2,2+] (2*) și C2v, [2], (*22) de ordinul of order 4 sunt două dintre cele trei tipuri de grupuri de simetrie tridimensională cu grupul lui Klein ca grup abstract. C2v se aplică, de exemplu, la o pavare dreptunghiulară cu partea superioară diferită de partea inferioară.

## Grupuri ale frizelor
La limită, aceste patru grupuri reprezintă grupuri ale frizelor plane euclidiene ca C∞, C∞h, C∞v și S∞. La limită rotațiile devin translații. De asemenea, porțiuni din planul infinit pot fi decupate și conectate sub forma unui cilindru infinit.
| Notații | Notații  | Notații | Notații     | Exemple        | Exemple           |
| IUC     | Orbifold | Coxeter | Schönflies* | Plan euclidian | Cilindric (n = 6) |
| ------- | -------- | ------- | ----------- | -------------- | ----------------- |
| p1      | ∞∞       | [∞]+    | C∞          |                |                   |
| p1m1    | *∞∞      | [∞]     | C∞v         |                |                   |
| p11m    | ∞*       | [∞+,2]  | C∞h         |                |                   |
| p11g    | ∞×       | [∞+,2+] | S∞          |                |                   |

## Exemple
| S2/Ci (1x):   | C4v (*44):       | C4v (*44):                | C5v (*55):           |
| ------------- | ---------------- | ------------------------- | -------------------- |
| Paralelipiped | Piramidă pătrată | Piramidă pătrată alungită | Piramidă pentagonală |